# 沖縄市消防本部
沖縄市消防本部（おきなわししょうぼうほんぶ）は、沖縄県沖縄市の消防部局（消防本部）。管轄区域は沖縄市全域。

## 概要
- 消防本部：沖縄市美里五丁目29番1号
- 管内面積：49.00km2
- 職員数：112人
- 消防署1カ所、出張所2カ所

### 主力機械

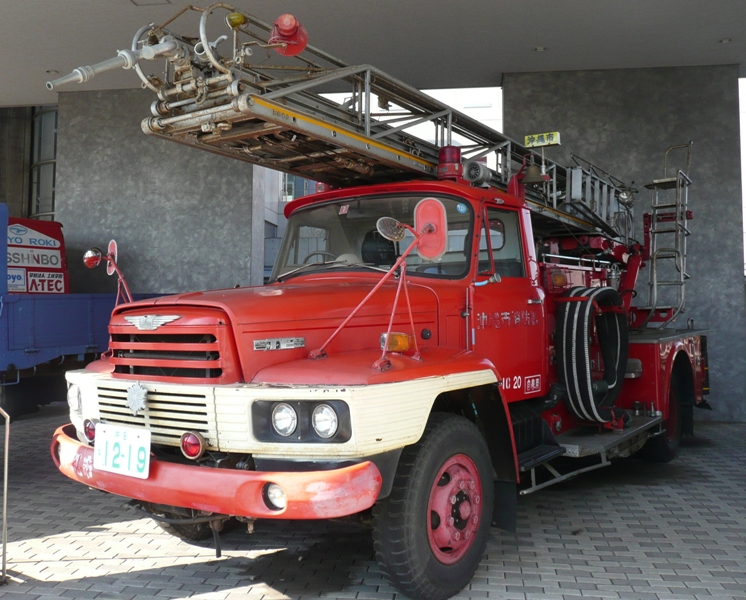
旧はしご車

2015年4月1日現在
- 水槽付消防ポンプ自動車：4
- はしご付消防自動車：1
- 水槽車：3
- 高規格救急自動車：5
- 救助工作車：1
- 水難救助支援車：1
- 指令車：1
- 指揮車：1
- 広報車：4
- 積載車：1
- 電源照明車：1
- 資器材搬送車：1
- 人員搬送車：1
- 連絡車：1
- 救助艇・水上バイク：2

## 沿革
- 1974年4月1日　 コザ市および中頭郡美里村が合併し沖縄市が誕生したのに合わせて、沖縄市消防本部・消防署が発足する。
- 1999年4月12日　消防庁舎が移転し業務を開始する。
- 2000年3月13日　消防署山内出張所が業務を開始する。
- 2006年4月2日　 消防署泡瀬出張所が業務を開始する。

## 組織
- 本部 - 総務課、警防課、予防課、
- 消防署 - 警備課

## 消防署
| 消防署       | 住所              | 出張所                                           |
| ------------ | ----------------- | ------------------------------------------------ |
| 沖縄市消防署 | 美里五丁目29番1号 | 山内：山内一丁目12番10号 泡瀬：泡瀬一丁目11番3号 |